# سیارک ۹۰۳۷۰
سیارک ۹۰۳۷۰ (به انگلیسی: 90370 Jokaimor، نامگذاری:2003NY5) نود هزار و سیصد و هفتادمین سیارک کشف شده‌است که در ۷ ژوئیه ۲۰۰۳ کشف شد.